# Юнгфрау (кубок)

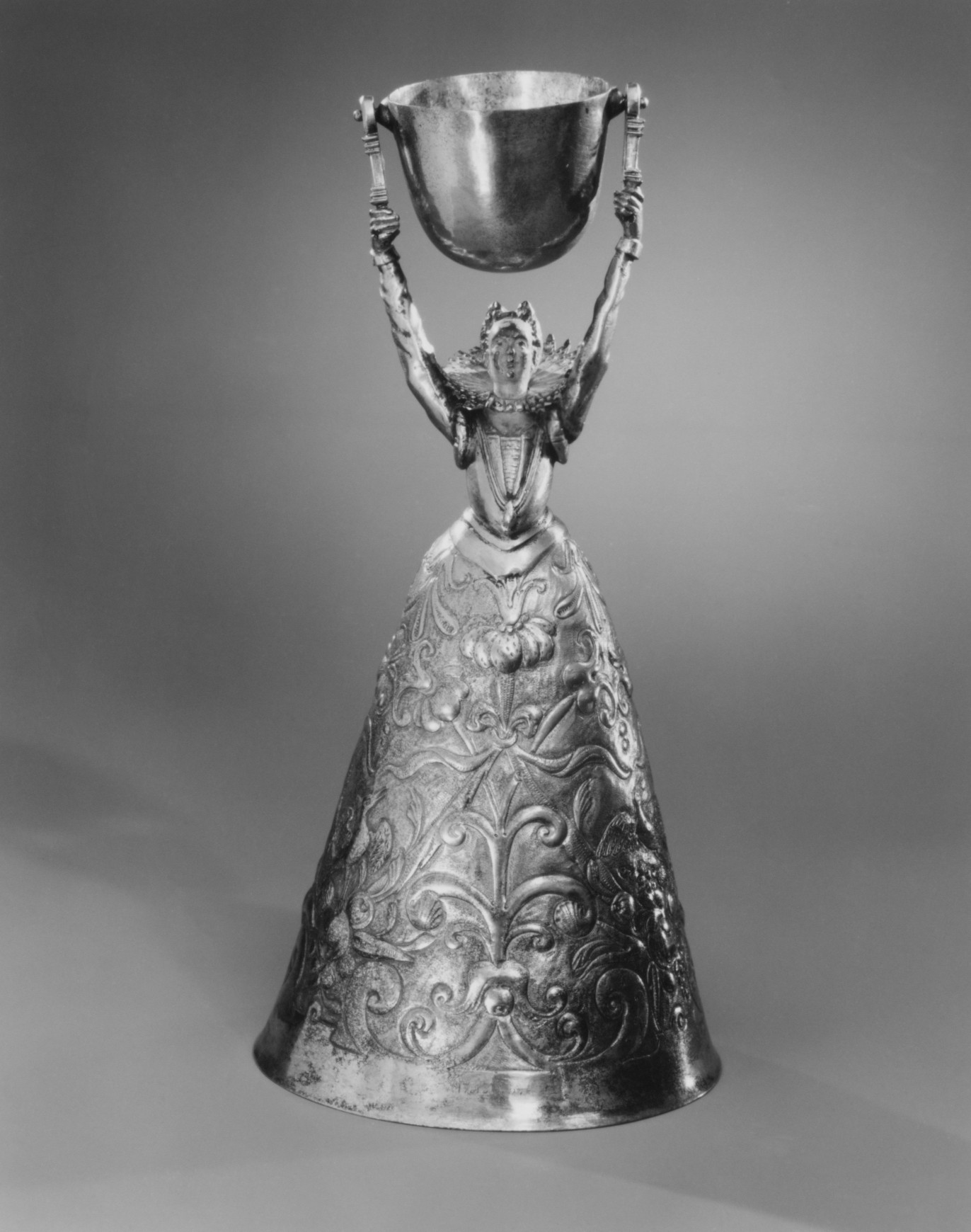
Кубок юнгфрау. Ок. 1610. Серебро. Аугсбург. Метрополитен-музей, Нью-Йорк

Юнгфрау (нем. Jungfrauenbecher — «девичий кубок», от Jungfrau — «молодая женщина, девушка»; также Brautbecher, Hochzeitsbecher — «кубок невесты», «свадебный кубок») — тип изделий художественных ремёсел Германии XVI—XVII веков. Представляeт собой свадебный сосуд для питья оригинальной композиции, некогда популярный подарок молодожёнам.
Кубки «юнгфрау» состоят из двух ёмкостей, малой и большой (колокол юбки), соединённых шарнирами. Малый кубок фигурка девушки держит над головой. Кубки украшали чеканным и гравированным орнаментом. Они являются показательным примером фигурных, или шутейных, сосудов, особенно популярных в Средневековье и в эпоху Северного Возрождения. Такие кубки делали в Германии, Нидерландах и Англии. Сохранилось лишь несколько экземпляров в разных музеях мира. В англоязычных странах закрепилось название wager cup («кубок для ставок»), поскольку из двойного кубка пили на спор, сразу из двух ёмкостей, не проливая ни капли, и это удавалось не всем.
Двойной кубок со временем стали использовать на свадебной церемонии. Отсюда происходит позднейшее название: «бокал невесты» (нем. Brautbecher). На свадьбе молодожёны пили из одного кубка по очереди, сначала из большой (жених), а затем из малой ёмкости (невеста), а потом, обливаясь и смеясь, пытались пить одновременно. Существовал и обычай использования парных кубков. Жених и невеста соревновались: у кого получится выпить, не проливая ни капли. Кубки после этого оставались в доме молодожёнов в качестве символа прочности брачных уз. Этот обряд объясняют старинной легендой. Благородная девица Кунигунда и молодой золотых дел мастер были тайно влюблены друг в друга. Прознав об этом, отец Кунигунды разгневался и повелел бросить юношу в темницу. Это разбило сердце Кунигунды, она горько плакала и тяжело болела. Тогда отец поставил перед мастером сложную задачу: придумать такой бокал, чтобы из него могли пить одновременно двое. Если юноша справится, то отец Кунигунды согласится на их свадьбу. Любовь мастера к Кунигунде была столь сильна, что всего за несколько дней он создал такой кубок. Отец сдержал слово, и состоялась свадьба, на которой Кунигунда с женихом пили из этого бокала.
На самом деле двойной кубок, усложнённый вариант «колокольчатого» кубка «агляйбехера» (нем. Akeleibecher, Ageleibecher), как и многие другие причудливые образцы, создал выдающийся немецкий ювелир и «златокузнец» (нем. Goldschmied) Венцель Ямницер, вероятно, в качестве образца, или «шедевра» (Meisterwerk) — экзаменационного задания, которое должен выполнить подмастерье, чтобы получить звание мастера ювелирного цеха. Скорее всего, были и другие изобретатели похожих сосудов. В период историзма, в 1870—1880-х годах, такие изделия повторяли в качестве произведений «старонемецкого стиля».
Кубок невесты выполнялся обычно из олова или серебра, тем не менее, сохранились экземпляры из хрусталя, керамики и других материалов. Подобные кубки были любимым объектом для фальсификаторов и копиистов.